# Oddział Narcyza Figiettiego
Oddział Narcyza Figiettiego – oddział powstańczy okresu powstania styczniowego operujący na terenie ziemi radomskiej.
Budził niechęć innych powstańców przez strojność swej jazdy przybyłej na początku czerwca 1863 z Galicji do partii Dionizego Czachowskiego.
Jeźdźcy nosili amarantowe jedwabne koszule spinane w pasie klamrą, granatowe kurtki, takież spodnie, palone buty z ostrogami, wysokie amarantowe czapki ułańskie ozdobione galonami i innymi świecidełkami. Uzbrojenie tego oddziału było  znakomite jak na ówczesne warunki, ponieważ każdy powstaniec miał belgijski karabinek, pałasz, parę pistoletów i lancę.